# Intifada de los Cuchillos
La intifada de los cuchillos hace referencia a los incidentes y hechos violentos entre palestinos e israelíes a partir de septiembre de 2015 hasta el estallido de las protestas de 2018 a 2019. Las manifestaciones incluyeron lanzamientos de piedras y pequeños objetos explosivos, represión con gas lacrimógeno y balas de caucho, asesinatos o intentos de asesinatos de israelíes con armas de fuego o armas blancas, neutralización extrajudicial de los agresores palestinos utilizando fuerza letal, tiros contra manifestantes palestinos contrarios a las colonias, o la utilización de camiones o automóviles para atropellar y asesinar a ciudadanos israelíes, además de la destrucción de casas y hogares palestinos. Entre el 1 de octubre de 2015 y el 4 de agosto de 2017 ha habido más de 300 ataques realizados por lobos solitarios, la mayoría de ellos sin afiliación política ni ficha policial.
Invocando la voluntad del gobierno israelí de modificar el statu quo en el Monte del Templo (intención continuamente desmentida por el gobierno israelí), las manifestaciones y protestas palestinas se intensificaron. El 1 de octubre, una pareja de israelíes es asesinada dentro de su coche en presencia de sus cuatro niños en Cisjordania. La ola de violencia se intensifica entonces debido a la búsqueda y captura de los culpables y la destrucción de sus hogares. Mueren israelíes por arma blanca, lo que hace que la prensa empiece a hablar de una "Intifada de los cuchillos". Las manifestaciones provocan disturbios entre las fuerzas del orden israelíes y los manifestantes palestinos.

## Antecedentes
A mediados del 2015, el conflicto palestino-israelí parecía estancado en beneficio de Israel. El proceso de paz estaba totalmente estancado, la campaña de la Autoridad Nacional Palestina para lograr su reconocimiento internacional como estado había obtenido un éxito moderado y la Guerra Civil Siria acaparaba la preocupación internacional sobre Oriente Medio. La esperanza de una realización nacional tras los Acuerdos de Oslo de 1995 se había transformado en decepción, a lo que se añadían las demoliciones de hogares palestinos por parte de las fuerzas de seguridad israelíes, los asaltos nocturnos a viviendas particulares, la expansión de las colonias en la Cisjordania ocupada (ilegales según la legislación internacional) y el bloqueo de Gaza, profundizando en la Franja una crisis humanitaria que dura casi una década.

## Hechos detonantes
En este contexto surgió el detonante que está directamente detrás de la escalada: los palestinos inician en julio las protestas por la entrada de grupos de judíos para rezar en la Explanada de las Mezquitas de Jerusalén. Se trata del tercer lugar más sagrado para el islam (después de las ciudades de La Meca y Medina, en Arabia Saudí). Para el judaísmo, allí se levantó el Segundo Templo, del que sólo queda el Muro de las Lamentaciones, situado en uno de sus flancos.
Las protestas en la Explanada, con un marcado cariz religioso, se extienden entre julio y septiembre de 2015. El 31 de julio de 2015, un crimen exacerba aún más los ánimos de los palestinos: Alí Dawabsha, un bebé de un año y medio, muere quemado vivo en el ataque de extremistas judíos a su vivienda en Cisjordania. Su padre y su madre morirían posteriormente por las heridas sufridas.
Por otra parte, el Shin Bet (servicio de inteligencia de Israel) afirma en un informe en noviembre de 2015 que el origen de los ataques no se encuentra en las órdenes de organizaciones o líderes, sino que los jóvenes palestinos actúan "basados en sentimientos de privación nacional, económica y personal". El entonces secretario general de las Naciones Unidas, Ban Ki-Moon, también relacionó la violencia en Palestina e Israel con el impacto político y social de la ocupación israelí.
El 1 de octubre de 2015, un matrimonio israelí, Eitam y Naama Henkin, moría tras ser acribillado en su auto en una carretera en Cisjordania situada entre la colonia de Itamar y la localidad palestina de Bet Furik. Sus cuatro hijos -entre ellos un bebé- resultaron heridos levemente por el impacto de los cristales en lo que las autoridades de Israel consideraron "uno de los peores atentados palestinos de los últimos años".

## Fallecidos
En el primer año desde el estallido de la Intifada murieron 236 palestinos y 34 judíos israelíes; cuatro de los fallecidos palestinos eran árabe-israelíes (tres de ellos autores de atentados, y el cuarto víctima en uno de estos ataques), y cinco ciudadanos extranjeros (un refugiado eritreo linchado en un centro comercial israelí, dos ciudadanos estadounidenses, un sudanés y un jordano). Entre las víctimas se cuentan tanto civiles como militares, mujeres y hombres, personas de todas las edades: la víctima mortal más joven es un bebé palestino de 8 meses muerto a causa de los gases; la de más edad, un colono judío de 78 años. Destaca que una cuarta parte de los atacantes y de las víctimas palestinas son adolescentes, entre los 13 y los 18 años. Por su parte, solo una de las víctimas israelíes era menor de edad (una adolescente de 13 años del asentamiento israelí de Kiryat Arba), tratándose en su mayoría bien de colonos (18 víctimas), bien de soldados o policías (7 víctimas). Israel asegura que las redes sociales han creado un efecto de “imitación” entre estos jóvenes: por la red circulan vídeos de las acciones, fotografías e imágenes exaltando los atentados. Muchos de los supuestos agresores, además, provienen de barrios árabes de Jerusalén Este, ocupada por Israel desde 1967 en violación del derecho internacional.

## Atacantes
Un análisis estadístico de los primeros 80 atacantes palestinos desde el inicio de esta Intifada de los cuchillos indica que un 40% de los atacantes provenían de siete ciudades o pueblos de Cisjordania (incluida Jerusalén Este). De hecho, el 30% de los fallecidos palestinos durante esta Intifada (incluyendo atacantes y víctimas de las fuerzas de seguridad israelíes) provenían de la Gobernación de Hebrón, lo que la convierte en el epicentro de la revuelta. Una diferencia clave con respecto a los atacantes de la Primera y Segunda Intifada es que los actuales no se caracterizan por sus fuertes creencias religiosas, no tienen historial de activismo político y en su mayoría provienen de clases medias. Las redes sociales han ejercido una poderosa influencia que no existía en los anteriores levantamientos, alabando la figura de los atacantes y calificándolos de shahibs (mártires).

## Asesinatos extrajudiciales
Israel habla de “respuesta a ataques terroristas” en todos los casos (hay que tener en cuenta que son las fuerzas de seguridad israelíes las que califican e investigan cada ataque) mientras la Autoridad Nacional Palestina, una serie de organizaciones pacifistas israelíes e incluso algunos medios de comunicación cuestionan la versión israelí y denuncian “asesinatos extrajudiciales”. Por ejemplo en Ramala, el 25 de diciembre de 2015, los soldados mataron a una mujer que, aseguran, intentó atropellarlos. En cambio, según los testigos, el vehículo se encontraba a 150 metros y recibió 30 balas. En otro caso que adquirió gran notoriedad a nivel mundial, la ONG israelí B'Tselem difundió imágenes en YouTube en las que un soldado llamado Elor Azaria ejecutaba de un disparo en la cabeza a un atacante palestino que yacía inmóvil en el suelo. Azaria fue juzgado y condenado por homicidio a 18 meses de cárcel. En apenas tres meses de Intifada, B'Tselem había documentado 12 casos de "uso injustificado de fuerza letal y ejecuciones", así como 2 casos de denegación de tratamiento médico. El ministro israelí Gilad Erdan avaló esta doctrina de "disparar a matar", denunciada por Human Rights Watch, en unas declaraciones públicasː "todo terrorista debe saber que no sobrevivirá al ataque que va a realizar".
El Ejército israelí solo han reconocidos tres casos de exceso de fuerza.

## Apoyo palestino a la rebelión
Una encuesta realizada periódicamente por el Centro Palestino para la Investigación Política entre la población de Cisjordania y la Franja de Gaza a fin de sondear las opiniones mayoritarias entre el pueblo palestino sobre los asuntos que le afectan señala un apoyo de la población a esta Intifada de los cuchillos, e incluso una visión favorable a que la ola de violencia se recrudecieseː "la mayoría de palestinos, tanto en la Margen Occidental como en la Franja de Gaza, continúa apoyando una intifada armada y sigue creyendo que tal campaña ayudaría a los palestinos a conseguir sus derechos nacionales de una manera que las negociaciones no conseguirán".

## Cronología

### 2015
- 26 de julio: Enfrentamientos en la Explanada de las Mezquitas durante la festividad judía de Tisha B'Av, que recuerda la destrucción del Templo. Decenas de jóvenes palestinos se atrincheran en la Explanada de las Mezquitas para evitar la visita de turistas judíos. La policía israelí se adentra en la Mezquita de Al-Aqsa para dispersarlos.[23]
- 31 de julio: Muere un bebé palestino de un año y medio en el incendio de su casa, en un ataque perpetrado por colonos israelíes. Posteriormente morirían su padre y su madre a causa de las heridas.[11]
- 13 de septiembre: La policía israelí entra en la Explanada de las Mezquitas, donde se han producido disturbios la víspera del Año Nuevo judío, causando pequeños daños en las instalaciones.[24]
- 14 de septiembre: Los disturbios continúan en Jerusalén.[25]
- 15 de septiembre: Tercer día de disturbios continuados en la Explanadaː 36 palestinos resultan heridos.[25]
- 23 de septiembreː Una estudiante palestina de 18 años, Hadeel al-Hashlamon, muere abatida por soldados en un control israelí en Hebrón, cerca de la calle al-Shuhada. La versión israelí afirmó que blandió un cuchillo contra los soldados. Diversos testigos palestinos e internacionales negaron tal afirmación.[26]
- 24 de septiembre: El gobierno israelí endurece su postura y autoriza a usar fuego real contra los que lancen piedras, además de establecerles una pena mínima de cuatro años de cárcel.[27]
- 28 de septiembre: La policía israelí entra otra vez en la Explanada de las Mezquitas durante la festividad judía de Sucot.[28]
- 30 de septiembre: En la Asamblea General de la ONU, el presidente de la Autoridad Nacional Palestina (ANP), Mahmud Abás, da por muertos los Acuerdos de Oslo. La ONU iza la bandera palestina por primera vez, como reconocimiento simbólico a Palestina, que tiene estatus de observador, pero no de miembro de pleno derecho.[29]
- 1 de octubre: Desconocidos asesinan a una pareja de colonos judíos cerca de la ciudad de Nablus, en la Cisjordania ocupada. Sus cuatro hijos son testigos desde el asiento trasero del coche.[30]
- 3 de octubre: Un palestino de 19 años, Muhammad Shafiq Halabi, armado con cuchillo y pistola, mata a dos israelíes (Aharon Bennett, de 21 años, y Nehamia Lavi, de 41)[31] y hiere a otros dos, y después es abatido en la Ciudad Vieja de Jerusalén.[4][32] Unas 12 horas después fue muerto a tiros en Jerusalén Fadi Alon, de 19 años, acusado de herir a una menor israelí de 15 años. La familia asegura que era inocente y un vídeo muestra que fue asesinado a sangre fría cuando huía de la policía.[33][4] Un niño de 6 años de la ciudad palestina de Kalkilia recibió un disparo en el estómago. Fuentes palestinas afirmaron que el autor del disparo fue un colono israelí que posteriormente se dio a la fuga; fuentes israelíes afirmaron que se trató de un accidente mientras el niño jugaba con un arma.[31]
- 4 de octubre: Un joven de 18 años llamado Huthayfa Othman Suleiman muere por disparos del ejército israelí cerca de un puesto de control en Tulkarem (Cisjordania).[4][34] Soldados israelíes matan de un disparo a Abd al-Rahman Ubeidallah, un niño de 13 años en el campo de refugiados de Aida, cerca de Belén.[4] Israel prohíbe el acceso de palestinos a la Ciudad Vieja de Jerusalén.[31]
- 6 de octubre: Disturbios sin muertos en toda Cisjordania, donde se ha declarado una "jornada de ira". Netanyahu anuncia que no habrá "límite" en la represión de los disturbios[35] y el Ejército israelí comienza a demoler las casas de los implicados en atentados, una medida condenada por organizaciones no gubernamentales e internacionales.[31]
- 7 de octubre: Un palestino acuchilló a un hombre en el pecho en un centro comercial de Petaj Tikva, cerca de Tel Aviv.[36] Un joven palestino de 20 años llamado Amjad Hatem al-Jundi apuñaló a un soldado en Kiryat Gat (sur de Israel) y fue después abatido.[4][36] En la Ciudad Vieja de Jerusalén, una mujer palestina resultó herida tras intentar supuestamente apuñalar a un israelí que le disparó con un arma que portaba.[36] Otro joven palestino resultó herido grave por disparos de colonos israelíes cerca de Beit Sahour, en Cisjordania.[36] Otro palestino fue herido gravemente por elementos infiltrados de las fuerzas de seguridad israelíes cerca de Ramala.[36]
- 8 de octubre: Israel declara la alerta máxima. Se habla ya de la "Intifada de los cuchillos". Un joven israelí de 25 años fue acuchillado en Jerusalén, en el barrio de Guivat Tzarfatit (la Colina Francesa), hecho por el que la policía detuvo a un joven de 19 años.[37] Un árabe israelí de 19 años, llamado Thaer Abu Ghazaleh y original de Jerusalén Este, hirió con un destornillador a cuatro personas en Tel Aviv y fue posteriormente abatido.[4][37] Otro israelí resultó herido grave en la colonia de Kiryat Arba, cerca de Hebrón, y el atacante logró darse a la fuga.[37] Wissam Faraj, un palestino de 20 años, murió de un disparo en el pecho durante enfrentamientos en el campamento de refugiados de Shufat, en Jerusalén.[4][34] Un soldado israelí fue apuñalado en Afula, al norte de Israel, y su agresora fue acribillada a corta distancia y detenida.[37][38] En enfrentamientos en la localidad palestina de Beit Ommar, en la Gobernación de Hebrón, murió de un disparo de soldados israelíes Ibrahim Ahmad Mustafa Aoud, de 27 años.[4] El alcalde de Jerusalén, Nir Barkat, solicitó a todos los que poseyeran un arma que salieran con ella a la calle.[37] Activistas del grupo ultraderechista israelí Lehava marcharon por la Ciudad Vieja de Jerusalén cantando "muerte a los árabes" y "Mahoma está muerto" y atacando a árabes y periodistas.[38][39] En la ciudad de Netanya, unas docenas de judíos israelíes cantaron "muerte a los árabes" tras la difusión de una noticia falsa sobre un ataque en la ciudad; poco después atacaron a un hombre "sospechoso de ser árabe" con sillas y palos.[38] En Nazaret, al norte de Israel, la policía detuvo a 16 manifestantes árabe-israelíes durante una marcha en solidaridad con los palestinos.[39] Por su parte, el primer ministro israelí Benjamín Netanyahu prohibió a cualquier ministro o diputado israelí visitar la Explanada de las Mezquitas.[40]
- 9 de octubre: Hamás llama a la Intifada y la respuesta es que estallan disturbios en la frontera de Gaza, con al menos siete palestinos muertos cuando arrojaban piedras a los soldados israelíesː[39][41] Shadi Hussam Dawla y Abed al-Wahidi, ambos de 20 años y naturales de Al Shujayya; Ahmad al-Harbawi, también de 20 años y natural del campamento de refugiados de Nuseirat; Muhammad al-Raqeb y Adnan Moussa Abu Elayyan, de 15 y 22 años respectivamente y provenientes de Bani Suheila; Ziad Nabil Sharaf, de 20 años y natural de Jan Yunis; y Jihad Salim al-Ubeid, de 22 años y proveniente de Wadi al-Salqa.[4] Otros 60 palestinos resultan heridos en la Franja de Gaza.[39] Otro joven palestino de 19 años, Muhammad Fares Abdullah al-Jaabari, muere en abatido tras intentar apuñalar a colonos israelíes en el asentamiento de Kiryat Arba, cerca de Hebrón.[4] En Dimona, al sur de Israel, un judío acuchilla a cuatro árabes (dos palestinos y dos árabes-israelíes),[39] dejando a dos de ellos heridos graves y a los otros dos leves.[38] A diferencia de lo ocurrido en situaciones similares donde el atacante es palestino, la policía calificó el ataque de "nacionalista" (no de "terrorista"), detuvo al asaltante sin usar las armas y su casa no fue posteriormente demolida.[38]
- 10 de octubre: Seis palestinos muertos en distintos incidentes y decenas de heridos. Ishaq Badran y Muhammad Saed Ali, de 16 y 19 años respectivamente y residentes en Jerusalén Este, fueron abatidos por soldados cuando realizaba un ataque en dicha parte de la ciudad, ocupada ilegalmente por Israel desde 1967.[4] Dos niños de 13 y 15 años llamados Marwan Barbakh y Khalil Othman, ambos provenientes de Jan Yunis, murieron en la Franja de Gaza por los disparos de soldados israelíes durante una marcha de protesta.[4] También por disparos con munición real durante una manifestación moría Ahmad Salah, de 24 años y natural del campamento de refugiados de Shufat, en Jerusalén.[4]
- 11 de octubre: Cuatro palestinos muertos: una mujer y su hija en un bombardeo en Gaza; un niño de 13 años de un disparo en Ramala y una mujer que hace estallar un artefacto explosivo en la colonia judía de Maale Adumim.
- 12 de octubre: Tres palestinos muertos en varios incidentes.
- 13 de octubre: En una de las jornadas más sangrientas, mueren tres palestinos y tres israelíes.Dos palestinos acuchillan y disparan a los ocupantes de un autobús en una colonia cercana a Jerusalén. Uno de los agresores es abatido y el otro detenido.Un conductor árabe-israelí atropella a varias personas en el barrio ultraortodoxo de Mea Shearim, Jerusalén. Uno de los heridos muere, y el conductor es abatido.Se producen dos incidentes con apuñalamientos en Ranana, al norte del Tel AvivEn Cisjordania se reproducen los enfrentamientos entre jóvenes palestinos y fuerzas de seguridad israelíes, en los que muere un varón palestino de 27 años en la localidad de Belén y resultan heridos 130 palestinos, unos 80 en Cisjordania y 40 en Gaza.Como respuesta, y en un intento por aumentar la seguridad, el Gobierno israelí decide cerrar los barrios árabes de Jerusalén.
- 14 de octubre: Las medidas de seguridad no logran evitar otros dos intentos de apuñalamiento: el primero, en la Puerta de Damasco de Jerusalén, donde un palestino, supuestamente, intenta apuñalar a una soldado; el segundo, en la estación central de autobuses de Jerusalén Oeste, cuando, según la policía, un palestino hirió a una mujer israelí que se encontraba en uno de los autobuses. Ambos supuestos agresores cayeron bajo los disparos de las fuerzas de seguridad israelí.En una comparecencia televisada, Abás acusa a Israel de exarcerbar la violencia y recuerda que su pueblo tiene derecho a defenderse, aunque llama a hacerlo de forma pacífica.
- 15 de octubre: Los ciudadanos israelíes se pertrechan con armas ante el rumbo que están tomando los acontecimientos. Expertos señalan la actividad en redes sociales inspira a muchos de los agresores, que emulan las acciones que ven en los vídeos colgados en internet.
- 16 de octubre: Nuevo "Viernes de la Ira" en Cisjordania y Gaza, que se inicia con el ataque a la Tumba de José, un lugar de culto judío cerca de Nablús, y termina con cuatro palestinos muertos. Uno de ellos acuchilló supuestamente a un soldado en Hebrón y vestía un chaleco de prensa.
- 17 de octubre: Cuatro palestinos muertos en diversos ataques.
- 18 de octubre: Mueren tres personas en un ataque con cuchillo en la estación de autobuses de Beer Sheva, al sur de Israel: un israelí, el agresor (un beduino de nacionalidad árabe) y un refugiado eritreo que recibió un disparo al ser confundido con otro atacante. Un vídeo muestra como varias personas golpean al refugiado en el suelo.
- 19 de octubre: El primer ministro israelí, Benjamín Netanyahu, pide a los israelíes que no apliquen "su propia ley" después del linchamiento del refugiado eritreo en Beer Sheva el día anterior. El Gobierno israelí también paraliza la colocación de muros entre los barrios judíos y árabes de Jerusalén, para evitar la imagen de partición de la ciudad.El secretario de Estado de EE.UU., John Kerry, de visita en España, asegura que ninguna de las partes quiere modificar el estatuto de la Explanada de las Mezquitas. Francia había propuesto enviar observadores internacionales a este lugar conflictivo de Jerusalén.
- 20 de octubre: Ban Ki Moon visita Palestina de forma urgente para intentar frenar los enfrentamientos, el mismo día que Israel detiene al líder de Hamás en Cisjordania, Hasán Yusef. Cinco palestinos y un israelí mueren en una nueva jornada de violencia. El Estado Islámico insta a los palestinos a continuar con los ataques.
- 21 de octubre: En Cisjordania, un palestino ha resultado muerto y otro ha sido detenido tras intentar apuñalar a una soldado israelí, que resultó herida leve, según ha informado la policía israelí en un comunicado. Las fuerzas de seguridad dijeron en su nota que uno de los atacantes "ha sido neutralizado y otro detenido". En otro incidente no aclarado, un ciudadano judío israelí ha muerto en Jerusalén tras atacar a una patrulla de la Policía.
- 22 de octubre: Un palestino muerto y un israelí herido en un nuevo acuchillamiento. Human Rights Watch denuncia que las limitaciones a los movimientos impuestas por Israel violan los derechos de los palestinos tras la muerte de una mujer que tardó en llegar al hospital.
- 23 de octubre: Israel levanta las restricciones a los varones palestinos para acceder a la Explanada de las Mezquitas en el viernes de oración. A pesar de ello, la nueva "jornada de ira" se salda con decenas de heridos en enfrentamientos por toda la Cisjordania ocupada.
- 26 de octubre: Un palestino muere en Hebrón, supuestamente tras acuchillar a un israelí en un cruce, y en las protestas posteriores, un adolescente palestino muere al recibir un disparo en la cabeza. Otro palestino resulta herido "crítico" tras ser abatido en otro intento de apuñalamiento; asimismo, dos israelíes resultan heridos en los asaltos, uno de ellos grave. El día anterior, en la misma ciudad, una menor palestina de 17 años también fue abatida a tiros supuestamente cuando intentaba acuchillar a los soldados.
- 27 de octubre: Un soldado israelí resulta herido y tres palestinos son abatidos en dos intentos de apuñalamiento en Cisjordania, según el Ejército israelí. Además, fallece en Jerusalén un israelí de 76 años, Richard Leiken, que resultó herido de gravedad en el atentado a un autobús israelí dos semanas antes.
- 28 de octubre: Un palestino es abatido y otro es arrestado tras sendos ataques con cuchillo casi simultáneos en Cisjordania, en el que ha resultado herida una israelí. El presidente de Palestina, Mahmud Abás, reclama en la ONU la creación urgente de "un régimen internacional de protección del pueblo palestino", así como un plan concreto y con plazos para poner fin a la ocupación israelí.
- 29 de octubre: Las fuerzas de seguridad israelíes matan en Hebrón a dos palestinos que supuestamente habían intentado llevar a cabo ataques con cuchillos.
- 30 de octubre: Un bebé palestino de ocho meses muere tras ser intoxicado por gas lacrimógeno lanzado por fuerzas israelíes cerca de Belén. Otros dos palestinos han muerto también por fuego israelí, ambos al tratar de perpetrar apuñalamientos.
- 2 de noviembre: Un palestino muere y otro es detenido durante un presunto intento de apuñalamiento en el puesto de control israelí de Jalama, en el norte de Cisjordania, según la Policía.
- 4 de noviembre: Un palestino muere tras atropellar, aparentemente de forma intencionada, al menos a un israelí en el cruce del bloque de asentamientos judíos de Gush Etzion, en la Cisjordania ocupada, según la Policía israelí.
- 5 de noviembre: Soldados israelíes matan a un palestino que supuestamente intentó un ataque con arma blanca en una parada de autobús de la colonia judía de Gus Etzion, cerca de Jerusalén.
- 6 de noviembre: Soldados israelíes matan a una mujer palestina de 71 años en Hebrón. Los militares aseguran que la mujer intentó atropellarles con su vehículo. En Gaza, un hombre muere por disparos israelíes mientras en el asentamiento judío de Bet El, en Cisjordania, un israelí es herido de arma blanca. El agresor consigue huir.
- 8 de noviembre: Seis israelíes resultan heridos y dos supuestos agresores palestinos muertos por disparos de fuerzas de seguridad en al menos tres ataques registrados en Cisjordania. Además, muere un agente de la Guardia de Fronteras israelí a causa de las heridas sufridas en un atropello premeditado el pasado miércoles cerca de la ciudad cisjordana de Hebrón. Se trata del sargento Benjamin Yaakovovich, de 19 años.
- 9 de noviembre: Una palestina es tiroteada tras intentar apuñalar con un cuchillo a guardas israelíes en un puesto de control en el territorio ocupado de Cisjordania, según el Ministerio de Defensa israelí. La mujer fue identificada como Rasha Muhamad Oweisi, de 24 años y natural de Kalilia, según la agencia de noticias palestina "Maan".
- 10 de noviembre: Soldados israelíes matan a un palestino que supuestamente iba a acuchillarles, cerca de la ciudad vieja de Jerusalén. También en esta ciudad, dos adolescentes palestinos (12 y 13 años) resultan heridos de bala tras apuñalar al guardia de un tranvía.
- 12 de noviembre: Soldados israelíes infiltrados (los conocidos como mustarabim, que actúan vestidos de civiles) matan a un joven palestino en un hospital de Hebrón. El hombre se encontraba en la habitación cuando los soldados la han asaltado para detener a su primo, Azzam Shalaldeh, al que Israel acusa de acuchillar a un israelí el 25 de octubre.
- 13 de noviembre: Mueren dos colonos judíos por disparos cerca del asentamiento de Otniel, en Hebrón. Asimismo, tres palestinos mueren en los enfrentamientos con los soldados israelíes cerca de Hebrón y un cuarto fallece a causa de las heridas recibidas un día antes.
- 16 de noviembre: El Ejército israelí mata a dos palestinos que abrieron fuego contra sus fuerzas durante la demolición de la vivienda de un hombre que llevó a cabo un atentado el pasado junio, en el campo de Qalandia, en Cisjordania.
- 17 de noviembre: Un palestino muere y otros dos son detenidos después de que supuestamente dispararan contra un vehículo militar israelí cerca de la localidad cisjordana de Turmusaia.
- 18 de noviembre: Aparatos israelíes bombardean en Gaza instalaciones vinculadas al grupo islamista Hamás, sin causar daños, horas después del disparo de un cohete desde este territorio contra Israel, dijeron funcionarios de seguridad en la Franja.
- 19 de noviembre: Una de las jornadas más sangrientas, con cinco muertos en diversos ataques: tres israelíes, un palestino y un ciudadano estadounidense.
- 22 de noviembre: Una mujer israelí y tres palestinos (entre ellos, una chica de 17 años) mueren en diversos ataques en Cisjordania.
- 23 de noviembre: Un soldado israelí mata a una palestina que supuestamente había acuchillado a un comerciante en un mercado de Jerusalén Oeste. Otra mujer palestina resulta herida. Un palestino es abatido en Nablus cuando, supuestamente, se acercaba a los soldados con un cuchillo.
- 25 de noviembre: Un palestino muere a causa de los disparos recibidos después de apuñalar y herir de gravedad a un soldado israelí cerca de la ciudad cisjordana de Hebrón. Además, un adolescente palestino de 16 años muere a causa de las heridas sufridas dos semanas atrás durante enfrentamientos con el Ejército israelí en las inmediaciones de la ciudad cisjordana de Ramala, en los que recibió disparos en el corazón.
- 26 de noviembre: Dos palestinos mueren en Cisjordania por disparos de soldados israelíes, uno en los enfrentamientos registrados en Qatanna y otro en una protesta en Hebrón. Otro palestino es abatido en un cruce cerca de Nablús cuando, según la versión israelí, intentaba acuchillar a un guardia de fronteras.
- 27 de noviembre: Dos palestinos mueren abatidos en Cisjordania tras sendos intentos de atropello, que se saldan con siete soldados israelíes heridos, según la policía y el Ejército de Israel.
- 29 de noviembre: Dos palestinos muertos en Jerusalén: uno, supuestamente, tras apuñalar a un policía de fronteras; el otro, un adolescente de 16 años, en enfrentamientos con los soldados israelíes durante la protesta por demoliciones de casas.
- 3 de diciembre: Dos palestinos muertos: uno abatido a tiros tras, supuestamente, herir de bala a dos personas en un puesto de control en la aldea de Himeh, al norte de Jerusalén. Otro tras acuchillar a un Policía en la Ciudad Vieja de Jerusalén.
- 4 de diciembre: Tres palestinos abatidos de madrugada en Cisjordania. Según la versión israelí, los tres abatidos participaron en ataques con cuchillos. Dos israelíes, uno de ellos un soldado, resultaron heridos.
- 7 de diciembre: Un palestino muere por disparos de los militares tras apuñalar y herir de gravedad a un israelí en las proximidades de la Tumba de los Patriarcas (Mezquita de Ibrahim) en Hebrón, según la policía israelí.
- 9 de diciembre: Un palestino muere por disparos de soldados israelíes tras apuñalar y herir a dos israelíes en las proximidades de Kiryat Arba, una colonia judía en el distrito palestino de Hebrón, según la policía israelí.
- 10 de diciembre: Cuatro israelíes, entre ellos tres soldados, resultan heridos, uno de ellos de gravedad, en un atropello presuntamente intencionado en Cisjordania; el autor se da a la fuga, según oficiales.
- 11 de diciembre: El Ejército israelí abate en Hebrón a un palestino que supuestamente intentaba atropellar a una patrulla con su coche. Además, dos palestinos más mueren en los enfrentamientos con soldados israelíes, uno en una manifestación en Hebrón y otro en la franja de Gaza.
- 14 de diciembre: Un palestino muere abatido después de embestir con un coche una parada de autobús en uno de los accesos a Jerusalén y atropellar a una decena de personas.
- 16 de diciembre: Soldados israelíes matan a dos palestinos cuando supuestamente intentaban atropellarles con sus vehículos en el campo de refugiados de Qalandia (Cisjordania). Los soldados entraron en el campo para detener a varias personas y decomisar armas.
- 17 de diciembre: Un palestino muere abatido en Hawara, un pueblo de Cisjordania, después de que intentase apuñalar a una patrulla de soldados israelíes, según el Ejército.
- 18 de diciembre: Un palestino de 20 años muere en Cisjordania tras intentar atropellar a agentes de seguridad israelíes que respondieron abatiendo al agresor. El incidente ocurrió en las afuera de la localidad de Silwad, al noroeste de Ramala. Otro de 33 años también ha muerto por un disparo en Sinjil, al noreste de Ramala. Un tercero, de 20 años, ha perdido la vida por disparos de soldados israelíes en la franja de Gaza.
- 23 de diciembre: Mueren dos palestinos y dos israelíes en Jerusalén. La Policía de Fronteras de Israel abatió a los dos palestinos que supuestamente habían acuchillado a los israelíes.
- 24 de diciembre: Mueren cuatro palestinos en la Cisjordania ocupada, tres de ellos abatidos tras agredir supuestamente a israelíes y el cuarto en los enfrentamientos con soldados de Israel.
- 25 de diciembre: Soldados matan a tiros a una conductora que, según la versión de los militares, intentaba atropellarles con su vehículo. Testigos afirman que el coche recibió 30 balas cuando se encontraba a 150 metros de los soldados. Otro palestino muere en enfrentamientos con soldados en la frontera de Gaza.
- 26 de diciembre: La Policía mata a un palestino que, supuestamente, intentó acuchillar a los agentes en la Ciudad Vieja de Jerusalén y a un conductor que atropelló a un grupo de soldados en Huwara (cerca de Nablus).
- 27 de diciembre: Huwara vuelve a ser escenario de un supuesto ataque: dos palestinos mueren tiroteados tras, supuestamente, herir con cuchillos a otros tantos soldados israelíes. El mismo día, un árabe-israelí es detenido tras intentar acuchillar a los policías en Jerusalén y en esta misma ciudad un israelí resulta herido de arma blanca en la estación de autobuses.
- 28 de diciembre: Muere un palestino herido el viernes anterior en enfrentamientos con el Ejército israelí en la frontera entre Gaza y Cisjordania.

### 2016
- 1 de enero: Dos muertos y siete heridos en un pub de Tel Aviv. El agresor, supuestamente, es un árabe-israelí.
- 4 de enero: Un palestino herido grave por disparos de fuerzas de seguridad israelíes en Jerusalén, tras intentar apuñalar, supuestamente a policías.
- 6 de enero: Un palestino muere tiroteado cerca de la colonia judía legal de Gus Etzion, en Cisjordania, tras acuchillar a un soldado.
- 7 de enero: Soldados israelíes matan en Cisjordania a cuatro palestinos que, según la versión de los militares, habían participado en dos ataques diferentes con arma blanca. Ningún soldado israelí resultó herido.
- 8 de enero: La Policía israelí mata en una mezquita al supuesto autor de un atentado contra un pub de Tel Aviv, en el que murieron tres israelíes.
- 9 de enero: Soldados israelíes matan a dos palestinos cuando supuestamente trataban de apuñalar al grupo de uniformados en el puesto de control militar de Bekaot, en las inmediaciones de un asentamiento judío en Cisjordania.
- 11 de enero: Israel entrega a su familia el cuerpo de Mustafa Adel al Jatib, un palestino de 17 años que murió por disparos israelíes tres meses antes. Palestinos y ONG israelíes han denunciado que Israel retiene los cuerpos de los palestinos muertos.
- 12 de enero: Dos palestinos mueren abatidos en el cruce de Beit Hanún, cerca de Hebrón, al responder los soldados israelíes al supuesto ataque de uno de ellos, que blandía un cuchillo, sin que se haya precisado la implicación del segundo fallecido, muerto posteriormente en el hospital por las heridas sufridas. Otro palestino muere en Beit Yala, una localidad vecina a Belén, durante una incursión militar israelí en el área que provocó enfrentamientos con los residentes.
- 13 de enero: Un palestino muere y dos resultan heridos en un bombardeo israelí sobre Gaza. El Ejército israelí asegura que el objetivo era una "célula terrorista" que preparaba un artefacto explosivo junto a la frontera.
- 14 de enero: Un soldado israelí resulta herido leve al ser agredido con un arma blanca por un palestino que atacó a los miembros de una unidad militar que patrullaba la Cisjordania ocupada, y que fue abatido, según el Ejército.
- 15 de enero: Mueren dos palestinos en los enfrentamientos entre manifestantes y soldados israelíes en Gaza, cuando un grupo de palestinos ha intentado, según la versión israelí, abrir brecha en la frontera, al este del campo de refugiados de Al Bureij.
- 17 de enero: Conmoción en Israel por la muerte de Dafna Meir, una mujer israelí apuñalada en su domicilio, en el asentamiento de Otniel, al sur de la región cisjordana de Hebrón, en un ataque a manos de un hombre, al parecer palestino, que la acuchilló repetidamente delante de su hija Renana, de 17 años, antes de huir del lugar de los hechos.
- 18 de enero: Una mujer israelí embarazada resulta herida de gravedad tras ser apuñalada en la colonia judía de Tekoa, en el sur del territorio ocupado de Cisjordania, según el Ejército israelí, que ha señalado que el atacante, un palestino de 17 años, está herido por los disparos de los soldados.
- 23 de enero: Guardias israelíes matan a tiros a una niña palestina de 13 años que supuestamente intentó apuñalarles en el asentamiento de Anatot.
- 25 de enero: Dos palestinos apuñalan a dos mujeres israelíes en Beit Horon, colonia ilegal en Cisjordania, y después son abatidos a tiros. Una de las mujeres muere a consecuencia de las heridas al día siguiente.
- 1 de febrero: Soldados israelíes matan a un palestino que saltó la barrera de separación de Cisjordania y trató de atacar a una patrulla militar. Los hechos ocurrieron en la localidad de Salit, a unos 30 kilómetros de Tel Aviv.
- 3 de febrero: Tres palestinos armados con un cuchillo, pistolas y explosivos, según la policía israelí, matan a una agente y hieren a otra más antes de ser abatidos, cerca de la Ciudad Vieja de Jerusalén, que registra su peor ataque en semanas.
- 6 de febrero: Un palestino de 14 años fue abatido por disparos del Ejército israelí después de que intentase lanzar cócteles molotov contra pasajeros que circulaban por la carretera 60 a la altura de la localidad de Jaljul, cerca de Hebrón.
- 10 de febrero: Omar Madi, un joven palestino de 16 años muere de un disparo en el pecho recibido durante enfrentamientos con el Ejército israelí en Al Arrub, en el distrito de Hebrón. "Soldados israelíes localizaron a unos jóvenes que lanzaban piedras contra los vehículos", dijo un portavoz militar.
- 13 de febrero: Una palestina muere por fuego israelí cuando intentaba apuñalar a un soldado israelí apostado en la Tumba de los Patriarcas de Hebrón, en la Cisjordania ocupada.
- 14 de febrero: Dos menores palestinos mueren por fuego israelí en la zona de Yenín, al norte de la Cisjordania ocupada, después de que uno de ellos disparase un rifle contra un grupo de soldados israelíes que patrullaba la zona, según un comunicado del Ejército. Los dos adolescentes de 15 años han sido identificados por el ministerio de Sanidad palestino como Raed Muhammad Waqed y Marwan Jalid Waqed.
- 18 de febrero: Un israelí muere apuñalado y otro resulta herido tras ser apuñalados por dos palestinos -que fueron neutralizados por disparos y detenidos- en la zona industrial de Shaar Binyamín, una colonia en el territorio palestino ocupado de Cisjordania, al norte de Jerusalén. El ataque se produjo en un supermercado donde compran tanto israelíes como palestinos y los atacantes fueron inmovilizados y heridos por un civil armado que se encontraba en el lugar.
- 19 de febrero: Un palestino es abatido por los soldados israelíes después de que intentara atropellar a una patrulla con su coche en la localidad cisjordana de Silwad, según el Ejército de Israel.
- 21 de febrero: Muere un palestino tiroteado en el cruce de Bitot, en Cisjordania, supuestamente cuando se disponía a apuñalar a un soldado.
- 24 de febrero: Un ciudadano israelí muere tras resultar herido por error por las propias fuerzas armadas israelíes que intentaban evitar un apuñalamiento en el bloque de asentamientos de Gush Etzion, en Cisjordania ocupada, según la versión militar. El supuesto asaltante ha resultado herido.
- 26 de febrero: Un palestino muere abatido por el Ejército israelí en un puesto de control de Ramala, después de que, presuntamente, intentara apuñalar a los soldados.
- 1 de marzo: Un joven palestino muere y otros seis palestinos y diez soldados israelíes resultan heridos en enfrentamientos registrados al norte de Jerusalén, después de que un vehículo militar fuese atacado con cócteles molotov.
- 2 de marzo: Dos adolescentes palestinos de 17 años mueren tiroteados. Según la versión israelí, se habían infiltrado en la colonia de Eli, al sur de la ciudad de Nablus (norte de Cisjordania), y habían atacado a un colono. Otros dos jóvenes palestinos habrían herido a dos soldados en el asentamiento judío de Har Braja, en el sur del distrito cisjordano de Nablus, antes de darse a la fuga.
- 4 de marzo: Una palestina muere tiroteada por las fuerzas de seguridad israelíes tras atropellar y herir a un soldado presuntamente de forma intencionada en el territorio palestino ocupado de Cisjordania. El incidente se produjo sobre las 07.00 hora local en una carretera de acceso al bloque de colonias judías de Gush Etzion, al sur de Jerusalén.
- 8 de marzo: Una oleada de ataques deja un muerto y cuatro personas abatidas, así como una docena de heridos, coincidiendo con la visita del vicepresidente de Estados Unidos, Joe Biden.
- 17 de marzo: Dos palestinos muertos a tiros tras, supuestamente, acuchillar a una mujer en la colonia de Ariel, en Cisjordania.
- 18 de marzo: Un palestino muere abatido por agentes de seguridad israelíes tras intentar cometer un ataque con arma blanca. El atacante, armado con un cuchillo, llegó al cruce de Gush Etzión, el principal del bloque de asentamientos judíos del mismo nombre, salió de un vehículo y se dirigió a un grupo de soldados que vigilaban la zona, informaron el Ejército israelí y medios locales.
- 19 de marzo: Un palestino de 17 años muere por disparos de las fuerzas de seguridad israelíes tras intentar apuñalar a un agente en un control policial en el sur del territorio ocupado de Cisjordania, informó la policía.
- 24 de marzo: En Hebrón, Dos palestinos mueren por disparos de las fuerzas de seguridad israelíes tras apuñalar a un soldado israelí en un control militar. Uno de ellos fue rematado en el suelo por un soldado, y el vídeo, grabado por un activista de la ONG israelí B'Tselem, dio la vuelta al mundo.
- 14 de abril:  Un palestino muere abatido por soldados israelíes tras atacar a uno de ellos en un control militar en el territorio ocupado de Cisjordania. Los hechos ocurrieron cerca de la localidad palestina de Al Arrub, en el distrito cisjordano de Hebrón, cuando el palestino "atacó a un soldado israelí", según el parte militar.
- 20 de abril: Una veintena de personas resultan heridas en Jerusalén a causa de la explosión de una bomba en un autobús que se encontraba vacío. El autor, un palestino identificado como Abdelhamid Abu Sror y miembro de Hamás, falleció a causa de las heridas.
- 27 de abril: Dos palestinos, un hombre y una mujer, mueren por disparos de policías israelíes tras presuntamente atacar con un cuchillo a uno de ellos en el puesto de control de Kalandia, entre Ramala y Jerusalén, según la policía. La presunta asaltante palestina, seguida por el varón "con una mano a la espalda", sacó un cuchillo de su bolso y lo lanzó a uno de los agentes israelíes, según la policía. Sin embargo, la agencia palestina Maan -que identificó a la mujer como Maram Salij Hasan Abu Ismail, de 24 años- informa de que el varón es al parecer un menor que se acercó a atenderla, y no que iba detrás con un cuchillo como alega la policía.
- 3 de mayo: Muere una persona palestina abatida a tiros después de embestir con un vehículo y herir de diversa consideración a tres israelíes en un atropello presuntamente deliberado en las proximidades del asentamiento judío de Dolev, en Cisjordania.
- 5 de mayo: Muere una palestina bajo las ráfagas de un tanque israelí en Gaza, en respuesta a un ataque con morteros reivindicado por Yihad Islámica
- 10 de mayo: Un israelí resulta herido por la detonación de un artefacto en un paso militar al norte de Jerusalén. Antes, dos mujeres israelíes que paseaban junto a otras tres por un parque de la ciudad son atacadas con arma blanca por al menos dos palestinos encapuchados.
- 23 de mayo: Muere una palestina por disparos de fuerzas israelíes tras intentar herir con un cuchillo a uno de ellos en el puesto de control militar de Ras Bidu, al norte de Jerusalén, en el territorio ocupado de Cisjordania, según la Policía israelí.
- 2 de junio: Una palestina muere por disparos de fuerzas de seguridad israelíes tras intentar apuñalar a un soldado israelí en un puesto de control en el distrito cisjordano de Tulkarem, han informado medios locales.
- 6 de junio: Un palestino ha muerto por las heridas sufridas durante un enfrentamiento en días anteriores con fuerzas israelíes en la ciudad cisjordana de Nablus. El joven, Jamal Muhamad Dweikat, de 20 años, sufrió un disparo en la cabeza por parte de fuerzas israelíes durante un enfrentamiento en la conocida como "Tumba de José", informó la agencia Maan.
- 9 de junio: Cuatro israelíes mueren tiroteados en un bar de Tel Aviv. Las autoridades acusan a dos palestinos de Hebrón.
- 20 de junio: Un joven palestino con síndrome de Down, Arif Jaradat, de 21 años, muere por las heridas sufridas en mayo pasado por disparos del Ejército israelí durante un enfrentamiento en Sair, al sur de la Cisjordania ocupada, informa la agencia local de noticias Maan.
- 21 de junio: Militares israelíes matan "por error" a un adolescente palestino de 15 años en un incidente en que se arrojaron piedras y cócteles molotov contra varios coches que circulaban por una carretera entre Tel Aviv y Jerusalén. Después, el Ejército reconoció que la víctima era un viandante que "aparentemente" no tenía nada que ver con el incidente. Los militares aseguraron que investigarían lo ocurrido.
- 30 de junio: Un palestino mata a una adolescente israelí de 13 años en la colonia de Kiriat Arba, en Hebrón, y hiere a un guardia de seguridad. Además, un atacante palestino de unos 20 años muere abatido en un mercado de la ciudad de Natania, al norte de Tel Aviv, tras apuñalar a dos civiles israelíes y causarles heridas graves, según fuentes policiales y de los servicios de emergencia.
- 1 de julio: Un palestino de 63 años muere entre Ramala y Jerusalén por inhalación excesiva de gases lacrimógenos durante las protestas que tienen lugar en el paso de Qalandia. Antes, un israelí muere y otros tres resultan heridos, entre ellos un bebé, por disparos de palestinos en una carretera de Cisjordania, al sur del asentamiento judío de Kiriat Arba, en el distrito palestino de Hebrón.
- 18 de julio: Dos soldados israelíes heridos al ser atacados con cuchillo por un palestino cerca del campo de refugiados de Al Arrub, al sureste de Belén. El palestino ha resultado herido de bala.
- 19 de julio: Un palestino de 12 años muere a última hora de la tarde durante enfrentamientos con soldados israelíes en la población cisjordana de A-Ram, al norte de Jerusalén, según fuentes médicas locales.
- 27 de julio: Un palestino ha muerto en la madrugada en un tiroteo con fuerzas israelíes en el sur del territorio ocupado de Cisjordania, en una redada para capturar al asesino de un colono judío. El tiroteo tuvo lugar en la aldea de Surif, al oeste de Hebrón, cuando fuerzas policiales y militares irrumpieron para arrestar al presunto asesino del rabino Michael Mark, del asentamiento de Otniel y cuyo coche fue acribillado en una carretera el pasado 1 de julio cuando regresaba a su casa.
- 16 de agosto: Muere un palestino de 17 años por los disparos de los soldados israelíes, durante los enfrentamientos registrados en un campo de refugiados en el sur de Cisjordania, según el Ministerio de Salud palestino.
- 24 de agosto: Muere un palestino abatido tras haber herido con un cuchillo a un soldado israelí en el norte de Cisjordania, según el Ejército, que asegura que la patrulla retuvo a los ocupantes de un automóvil que estaban lanzando piedras, sin precisar cuál era el objetivo, lo que precipitó el ataque, cometido en la colonia de Yitzhar, al sur de Nablús.

- 26 de agosto: Un palestino de 38 años muere abatido por soldados israelíes en la localidad de Silwad en Cisjordania. El fallecido, aparentemente con sus facultades mentales disminuidas, se dirigió corriendo hacia un grupo de militares que acabaron disparándole, según una portavoz militar.
- 5 de septiembre: Un palestino resultó muerto en el campo de refugiados de Shuafat, en el territorio ocupado de Jerusalén Este, después de que tratara de atropellar a una patrulla de la Policía de Fronteras.
- 9 de septiembre: Un palestino de 18 años muere y otro resulta herido en Gaza por los disparos del Ejército israelí, según los testigos y fuentes médicas de la Franja, cuando participaban en las protestas frente a la valla divisoria con Israel, cerca del cruce fronterizo de Nahal Oz, al este del barrio de Al Shujaiya.
- 16 de septiembre: Viernes violento con la muerte de tres palestinos y un jordano, y varios soldados israelíes heridos. Un joven palestino de 21 años muere por disparos de soldados israelíes durante una redada realizada en la localidad de Beit Ola, en el distrito de Hebrón. Según fuentes militares, los soldados que iban a detenerle le dispararon cuando intentó huir. Además, un joven jordano muere en Jerusalén tiroteado por policías israelíes después de que presuntamente les atacara con un cuchillo junto a la muralla de la ciudad vieja. El suceso ha ocurrido en la emblemática puerta de Damasco.Y en Hebrón, un palestino muere tras atacar con un arma blanca, según la versión israelí, a un soldado, mientras otro ha fallecido al ser tiroteado su vehículo en un supuesto intento de atropello.
- 20 de septiembre: Un palestino intenta atacar con un cuchillo a un soldado y es abatido a tiros. Ha ocurrido en la entrada de la aldea de Bani Na'im, cerca de Hebrón. Y en la misma Hebrón, cerca de la Tumba de los Patriarcas, lugar de veneración de las tres religiones monoteístas, los soldados abaten a dos jóvenes palestinos (primos, uno de ellos de 17 años) cuando supuestamente se acercaban a un puesto de control armados con cuchillos.
- 23 de septiembre: Un palestino tiroteado y herido de gravedad por fuerzas de seguridad israelíes tras intentar cometer un ataque con arma blanca en un puesto de control israelí junto a la colonia judía de Kiryat Arba, en Hebrón, según el Ejército israelí.
- 9 de octubre: Dos israelíes, una mujer de 60 años y un policía, han muerto en el ataque perpetrado por un ciudadano palestino en Jerusalén. El presunto agresor, que ha causado además cinco heridos, también ha muerto por los disparos de las fuerzas de seguridad.

### 2017
- 5 de enero: Un hombre fue apuñalado en el puerto de Asdod por hablar en árabe. Según la víctima el sospechoso llevaba ropa religiosa judía.[42]
- 8 de enero: Un camión arrolló a un grupo de soldados en Jerusalén, con un saldo de 4 muertos y al menos 15 heridos, informaron los servicios de seguridad de Israel. Los fallecidos eran 3 mujeres soldados y un soldado varón. Todos los fallecidos tenían alrededor de 20 años.[43][44] El conductor murió tiroteado por las fuerzas de seguridad tras precipitar el vehículo pesado contra un grupo de jóvenes soldados que descendían de un autobús en un paseo con vistas a la Ciudad Vieja de Jerusalén.Se cree que la persona era simpatizante del Estado Islámico,[45][46] su nombre era Fadi Al Qanbar de 28 años (Véase Atentado de Jerusalén de enero de 2017).[47][48][49]
- 16 de enero: Un adolescente palestino ha sido asesinado y cuatro personas han resultado heridas por tropas israelíes al sur de Belén, Palestina.[50]
- 6 de febrero:La aviación israelí bombardeó el norte de la Franja de Gaza en represalia por el lanzamiento de un cohete contra territorio israelí. Cuatro palestinos resultaron heridos.[51]
- 12 de febrero: Dos barrenderos palestinos han resultado heridos después de que un israelí los atacara con un cuchillo. el incidente sucedió en la localidad de Beersheba, ubicada en el sur de Israel, según ha informado la Policía.[52][53]
- 24 de julioː Un hombre israelí de 32 años fue apuñalado por un palestino de 21 en la ciudad israelí de Petaj Tikva, sufriendo heridas de consideración moderada en el torso.[54]
- 2 de agostoː Un joven palestino de 19 años, originario de la ciudad de Yatta, apuñaló a un israelí de mediana edad en un supermercado en Yavne, un suburbio de Tel Aviv, dejándolo en situación crítica. Fue detenido posteriormente por la policía.[55] En el cruce del asentamiento israelí de Gush Etzion, soldados israelíes arrestaron a una mujer palestina que se acercaba a su puesto de control con un cuchillo en la mano.[2]